# 남북협력기금
남북협력기금(南北協力基金)은 대한민국과 조선민주주의인민공화국간의 경제협력·교류를 위해 대한민국 정부가 설치한 기금이다. 1990년 8월 1일 제정한 남북협력기금법을 기초로, 1991년 3월 조성한 대북정책자금이다. 재원 마련은 정부출연금·민간단체의 기부금, 재정융자특별회계·금융기관의 장기차입금, 국채관리기금의 예수금, 기금 운용과정 가운데서 발생하는 수입금을 통해 이뤄진다.

## 사용
해당 기금은 크게 문화·학술·체육 분야와 같은 인적교류사업의 지원, 남북간 경제 교류사업에 대한 손실보조융자, 조선민주주의인민공화국과 경제협력을 하려는 개인이 타 금융기관으로부터 대출받을 때 지급보증을 하는 채무보증, 금융기관이 남북경협기업에 자금을 대출해준 타금융기관의 손실을 보전하거나 자금을 지원하는 업무가 있다. 이 들 중 이산가족교류·대북비료지원과 같은 사업은 무상으로 지원한다. 반면 경수로사업 공사에 드는 비용은 3년을 그대로 두고, 20년동안 갚아나가는 방식의 유상대출이다.

## 혜택
조선민주주의인민공화국과 교역·경제협력사업을 시행하는 개인은 통일부에 먼저 사업을 신청해야 한다. 이후 수출입은행을 통해 금리 연간 6%의 대출을 받을 수 있다. 조선민주주의인민공화국과의 거래 도중 손실을 입는 기업같은 경우 최고 90%까지 자금보조를 받을 수 있다.

## 남북협력기금법 개정
한나라당 고흥길 정책위원회의장은 2010년 11월 22일 남북협력기금법을 개정을 통해 남북협력기금 중 사용하고 남은 돈을 '통일기금'이란 계정을 새롭게 만들어 쌓아가는 방안을 만들 예정이라고 언급하였다. 그는 개정을 통해 이명박 정부가 대북 문제에 소극적이라는 점, 남북통일에 의지가 없다는 비판을 피할 수 있다고 주장하였다. 이와 관련하여 24일 민주당 송민순 의원은 〈남북협력기금법 일부개정법률안〉을 대표로 발의 하였다.

## 같이 보기
- 통일세
- 한국의 통일